# Ауер-Таун (Алабама)
Ауер-Таун (англ. Our Town) — переписна місцевість (CDP) в США, в окрузі Таллапуса штату Алабама. Населення — 605 осіб (2020).

## Географія
Ауер-Таун розташований за координатами 32°50′32″ пн. ш. 85°58′1″ зх. д. / 32.84222° пн. ш. 85.96694° зх. д. (32.842211, -85.967035).  За даними Бюро перепису населення США в 2010 році переписна місцевість мала площу 30,86 км², з яких 30,77 км² — суходіл та 0,09 км² — водойми.

## Демографія
Згідно з переписом 2010 року, у переписній місцевості мешкала 641 особа в 252 домогосподарствах у складі 188 родин. Густота населення становила 21 особа/км².  Було 319 помешкань (10/км²).
Расовий склад населення:
| - 85,5 % — білих - 12,8 % — чорних або афроамериканців - 1,4 % — корінних американців |

До двох чи більше рас належало 0,3 %. Частка іспаномовних становила 0,5 % від усіх жителів.
За віковим діапазоном населення розподілялося таким чином: 22,8 % — особи молодші 18 років, 61,1 % — особи у віці 18—64 років, 16,1 % — особи у віці 65 років та старші. Медіана віку мешканця становила 43,7 року. На 100 осіб жіночої статі у переписній місцевості припадало 96,6 чоловіків;  на 100 жінок у віці від 18 років та старших — 88,2 чоловіків також старших 18 років.
Середній дохід на одне домашнє господарство  становив 52 846 доларів США (медіана — 38 125), а середній дохід на одну сім'ю — 74 877 доларів (медіана — 73 148). Медіана доходів становила 71 083 долари для чоловіків та 14 161 долар для жінок. 
Цивільне працевлаштоване населення становило 194 особи. Основні галузі зайнятості: освіта, охорона здоров'я та соціальна допомога — 78,9 %, фінанси, страхування та нерухомість — 8,8 %, роздрібна торгівля — 6,2 %, виробництво — 6,2 %.